# Docophthirus acinetus
Docophthirus acinetus ist eine Art der Tierläuse, die beim Indischen Spitzhörnchen vorkommt.

## Merkmale
Die Weibchen sind etwa 2 mm lang, die Männchen etwas kürzer. Augen fehlen, die Fühler sind fünfgliedrig, das erste davon ist besonders kräftig, Geschlechtsunterschiede gibt es jedoch nicht. An der Kopfunterseite sind kräftige, nach hinten gerichtete Fortsätze ausgebildet. Der Thorax hat keine Sternalplatte. Das erste Beinpaar ist schwach entwickelt, die anderen beiden sind kräftig. Die Tibiae aller Beine besitzen einen Fortsatz (Tibialdaumen), der mit der jeweiligen Kralle opponiert. Das Abdomen ist an den Seiten bezahnt, insbesondere bei Weibchen. Dieses Muster entsteht durch die gelappten Segmente mit einer Kappe aus Pleuriten an den Segmenten zwei bis acht. Die Sterniten und Tergiten tragen bei Männchen eine Reihe von Borsten, bei Weibchen über den größten Teil des Hinterleibs zwei.